# سلما ویلهونن
سلما ویلهونن (انگلیسی: Selma Vilhunen؛ زادهٔ ۱۹۷۶ (۴۸–۴۹ سال)) کارگردان فیلم اهل فنلاند است.